# Велика облога Мальти (1565)
Не варто плутати з Облогою Мальти часів Другої світової війни

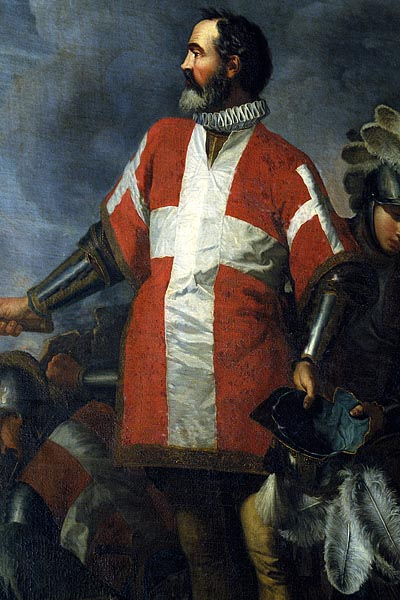
Жан Парізо де ла Валетт

Велика облога Мальти 1565 року — облога військами та флотом Османської імперії 1565 року острова Мальти, що належав тоді Мальтійському ордену.

## Прихід госпітальєрів на Мальту
1522 року султан Сулейман I зумів захопити острів Родос, що тривалий час був осідком госпітальєрів. Уцілілим лицарям було дозволено покинути острів, і вони відплили на Кіпр. Після того, як лицарі кілька років провели без постійного притулку, імператор Карл V подарував їм острів Мальта. Переїхавши на Мальту, госпітальєри, що відтоді стали відомі як «мальтійські лицарі», поступово відбудували флот та укріплення.

## Передісторія конфлікту
1551 року османи та північноафриканські корсари зуміли відбити у іспанців Триполі. Після цього великий магістр Ордена госпітальєрів Хуан де Омедес наказав зміцнити форт Сент-Анджело в Біргу, а також збудувати два нових укріплення — форт Сент-Міхаель в сусідній з Біргу Сенглеї та форт Святого Ельма на півострові Маунт Шіберрас на протилежній стороні Великої затоки. Нові форти були готові всього за пів року.
1557 року новим великим магістром ордена було обрано Жана Парізо де ла Валетта. Він продовжив практику нападів на мусульманські кораблі, і османи вирішили ліквідувати загрозу своєму судноплавству з боку лицарів так само, як це було зроблено, коли лицарі піратствували, базуючись на острові Родос. 1560 року об'єднаний християнський флот було розбито османським флотом в битві при Джербі. Ла Валетт зрозумів, що ось-ось станеться напад на Мальту, і форсував підготовку острова до оборони, а також звернувся за допомогою до всіх командорств ордена, розпорошених по Європі.

## Облога
До моменту підходу противника на острові було приблизно 540 лицарів зі зброєносцями, а також приблизно 1000 іспанських піхотинців та аркебузирів і близько 4000 мальтійців у ополченні. Було організовано термінове постачання запасів зерна з Сицилії та додаткового озброєння та боєприпасів з Франції та Іспанії. Усі цистерни були до країв заповнені водою, і Ла Валетт наказав приготуватися закидати трупами мертвих тварин Марса — низинний район за Великою гаванню — який мав би стати головним джерелом води для ворожої армії, яка б вели облогу.

### Висадка турків
Турецький флот підійшов до Мальти 18 травня 1565 року. Кораблями командував Піяле-паша, сухопутними військами — Лала Мустафа-паша. 40-тисячна армія прибула на більш ніж 200 суднах, включаючи 130 галер, 30 галеас і 11 вітрильних торгових суден. Згодом стало зрозуміло, що призначення цих двох командувачів було помилкою султана Сулеймана: Піяле-паша і Лала Мустафа-паша ненавиділи один одного.
Оскільки Велика гавань була надто добре захищена, Піяле-паша обрав для висадки гавань Марсашлокка на південно-східному кінці острова. Лицарі не намагалися їх зупинити, оскільки не мали достатньо сил. Висадившись на берег, турки просунулися у напрямку до міста та отаборилися на схилі, звідки могли бачити всю стоянку суден.
Після цього Піяле-паша вирішив уникнути вітру й відвести кораблі уздовж північно-східного берега в гавань Марсамшетт. Це забезпечувало найкраще укриття, але призвело до конфлікту з Лала Мустафа-пашею. Крім того, потрібно було плисти прямо під гарматами Форту святого Ельма, у зв'язку з чим його знищення стало першочерговим завданням.

### Бої за Форт святого Ельма

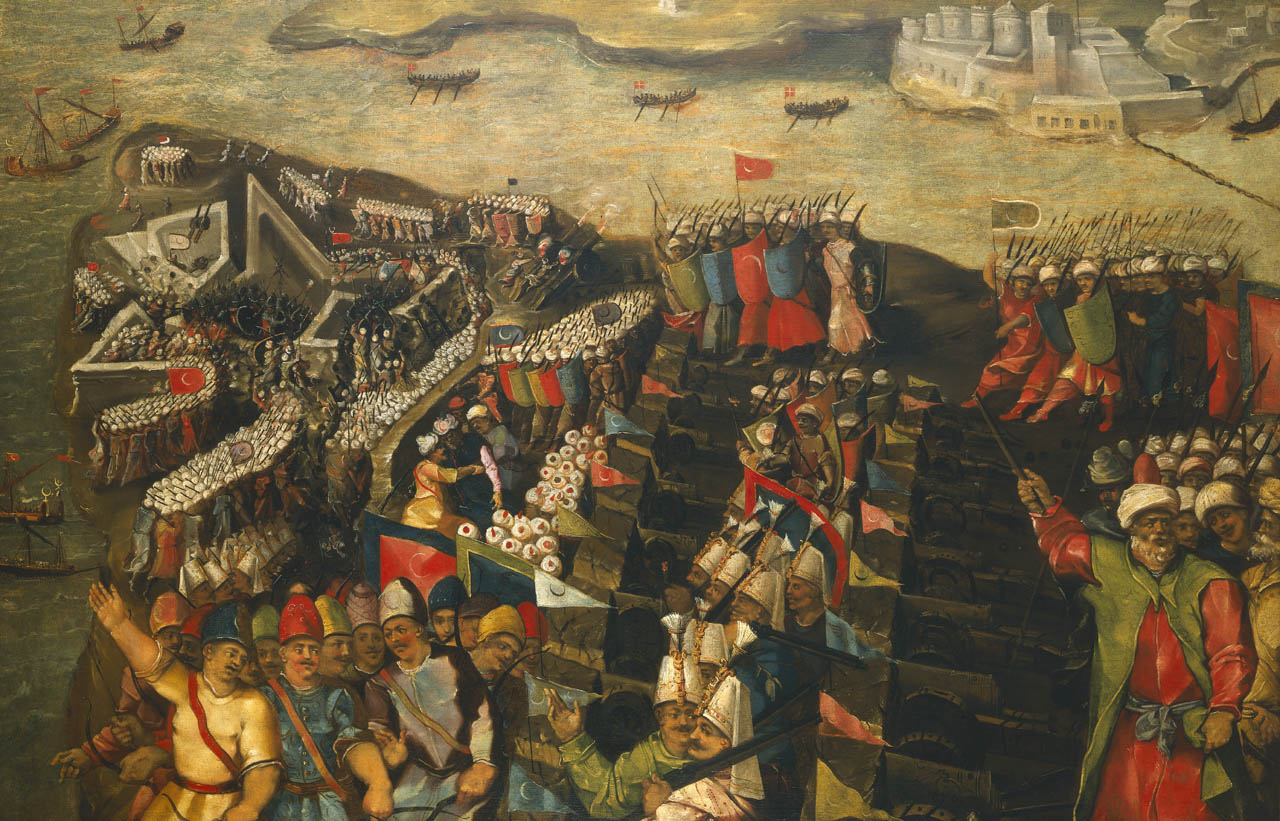
Облога форту Сент-Ельм турками, фреска Matteo Perez d'Aleccio, XVI століття

23 травня почалося бомбардування Форту святого Ельма. Через кілька днів прибув 80-річний Тургут-реїс, який особисто прийняв командування над військами, що взяли в облогу мальтійців. Тургут-реїс встановив нові батареї на північ та південь від форту, який тепер зазнавав нещадного обстрілу з двох сторін. До кінця місяця стало очевидно, що мури незабаром неминуче зруйнуються. Форт тримався лише за рахунок того, що ночами човни з Форту Сант-Анджело доставляли для гарнізону свіжі сили і продовольство, і вивозили поранених. Коли одного разу вночі з форту прибула делегація від обложених і повідомила великому магістрові, що захисники не можуть продовжувати битися, то Ла Валетт заявив, що в такому випадку замінить їх тими, хто зможе битися, і делегації довелося повернутися.
Форт протримався 31 день. Коли 23 червня турки, нарешті, пробили собі шлях досередини, то з первісного гарнізону на 600 осіб живими залишалося всього близько 60 бійців. Усім їм, окрім дев'яти, негайно відрубали голови, а тіла прибили до дерев'яних хрестів та пустили вплав через вхід у гавань до форту Сант-Анджело. У відповідь на це Ла Валетт розпорядився негайно стратити всіх турецьких полонених, потім їхніми головами зарядили гармати та вистрілили по руїнах Форту святого Ельма. Після цього під час облоги Мальти ніхто з противників не давав і не просив милосердя.
Попри те, що турки досягли своєї першої мети, вони витратили на це цілий місяць та втратили близько 8 тисяч найкращих солдатів — майже чверть всієї армії. Загинув і сам Тургут-реїс, убитий гарматним ядром на останніх етапах облоги форту. За переказами, Лала Мустафа-паша, стоячи серед руїн і дивлячись на форт Сант-Анджело, вимовив: «Якщо такий маленький син так дорого обійшовся нам, то яку ціну ми повинні заплатити за батька?»

### Боротьба за півострів Сенглеа
Тепер виживання Ордену госпітальєрів залежало від того, чи вдасться відстояти два паралельних півострови — Сенглеа та Біргу. Щоб пересунутися на нові позиції південніше Сенглеа та Біргу, туркам довелося тягти всі свої важкі гармати, амуніцію та запаси назад уздовж гори Шіберрас, а потім навколо гавані, в умовах жахливої спеки мальтійського літа. Крім того, в день падіння форту святого Ельма до мальтійських лицарів прибуло підкріплення з Сицилії — 1000 осіб, у тому числі 42 лицарі.
У середині липня турки провели потужну атаку на Сенглеа з моря, але їм завадили місцеві жителі Мальти, які були чудовими плавцями, тож вони підпливали до турецьких човнів та стягували турків за борт і билися з ними в рукопашну прямо у воді. Розгром довершила стрільба замаскованої гармати.
7 серпня відбувся генеральний штурм, який тривав дев'ять годин, але був відбитий. До кінця серпня в османському таборі поширився шигельоз (тоді називали дизентерією).

### Зняття облоги
Було відомо, що після осіннього рівнодення настане пора штормів. Лала Мустафа-паша готувався за необхідності провести зиму на острові, сподіваючись заморити обложених голодом, але Піяле-паша заявив, що у зв'язку з тим, що в османського флоту немає хорошої стоянки та засобів технічного обслуговування кораблів, він відпливе не пізніше середини вересня, а армія, якщо бажає, може залишитися на острові на свій страх та ризик.
7 вересня до лицарів прибула допомога — флотилія на чолі з Гарсіа Альваресом де Толедо, іспанським віцекоролем Сицилії, яка доставила на острів допоміжний загін з 9 тисяч вояків. Після цього османи зняли облогу та відпливли з Мальти.

## Підсумки
З острова повернулася лише чверть турецької армії. У християн загинуло 250 лицарів, практично всі, хто вижив, були поранені або скалічені. Лише 600 осіб були спроможні носити зброю. Від міста Біргу не залишилося каменя на камені, нове місто Валлетта довелося закладати на іншому місці.